# Hybognathus
Hybognathus é um género de peixe actinopterígeo da família Cyprinidae.
Este género contém as seguintes espécies:
- Hybognathus amarus (Girard, 1856)
- Hybognathus argyritis Girard, 1856
- Hybognathus hankinsoni C. L. Hubbs, 1929
- Hybognathus hayi D. S. Jordan, 1885
- Hybognathus nuchalis Agassiz, 1855
- Hybognathus placitus Girard, 1856
- Hybognathus regius Girard, 1856